# Cyrtopogon distinctitarsus
Cyrtopogon distinctitarsus är en tvåvingeart som beskrevs av Adisoemarto 1967. Cyrtopogon distinctitarsus ingår i släktet Cyrtopogon och familjen rovflugor.
Artens utbredningsområde är Alberta. Inga underarter finns listade i Catalogue of Life.